# Jadwiga Tarło
Jadwiga Tarłówna, później Jadwiga Mniszchowa (ur. ok. 1560, zm. po 1629), herbu Topór – starosta szczyrzecki w 1593 roku.
Córka Mikołaja Tarły, sekretarza królewskiego, i Jadwigi Stadnickiej, żona Jerzego Mniszecha (zm. 1613), krajczego koronnego w 1574, kasztelana radomskiego (1583), wojewody sandomierskiego w (1590), żupnika ruskiego, starosty lwowskiego (1593), samborskiego, sokalskiego, sanockiego, rohatyńskiego.

## Życiorys
Dobra laszeckie (Laszki Murowane) wraz z Chyrowem i Bąkowicami stanowiły posag Jadwigi Tarłówny.
Wojciech, Bartłomiej i Maciej Jędrzejowscy w 1602 skarżyli matkę Mniszchowej - Jadwigę ze Stadnickich Tarłową, chorążynę sandomierska, o zwrot wsi Potok, którą ona gwałtem zajęła. Tarłowa utrzymała się jednak w posiadaniu Potoka i przekazała go w spadku swej córce Jadwidze, żonie Jerzego Mniszcha; Potok, Dębowiec, Sambor, Laszki Murowane, Chyrów i Bąkowice, które stanowiły potem jej wiano. 
W zamian za rękę swojej córki Maryny, Jadwiga Tarło i Jerzy Mniszech zażądali od Dymitra Samozwańca dla niej Psków i Nowogród, a dla siebie Siewierszczyznę i Smoleńsk. Samozwaniec przyjął warunki i ojciec wyraził zgodę na ślub per procura córki Maryny z przebywającym w Moskwie panem młodym - carem Dymitrem Samozwańcem. Uroczystości ślubne odbyły się w Krakowie 22 września 1605 z błogosławieństwem powinowatego Mniszchówny - kardynała Bernarda Maciejowskiego i w obecności króla Zygmunt III Wazy i jego siostry oraz syna, a także nuncjusza papieskiego.
Dwór jej w Dębowcu odwiedził orszak weselny Maryny. W kwietniu 1606 Jadwiga z mężem i córką, wraz z całym orszakiem, przekroczyła granicę Rzeczypospolitej, udając się do Moskwy. 
8 maja 1606 odbyła się uroczysta koronacja jej córki Maryny Mniszchówny na Carową Rosji, w soborze Zaśnięcia Matki Bożej na Kremlu i ponowny ślub z Dymitrem, 12 maja 1606 według obrządku prawosławnego z błogosławieństwem patriarchy moskiewskiego i całej Rusi Hermogena (mimo że pan młody przeszedł na katolicyzm).
Dzieci Jadwigi Tarło-Mniszech:
- Mikołaj Mniszech (1587 -1613) - starosta łukowski
- Maryna Mniszchówna (1588 - 1614) - carowa; żona Dymitra I Samozwańca i Dymitra II Samozwańca
- Urszula Mniszchówna (zm. 1621/1622) - mąż: Konstanty Wiśniowiecki - wojewoda ruski (1564-1641)
- Eufrozyna Mniszchówna z Dębowca - mąż: Hermolaus Jordan
- Stanisław Bonifacy Mniszech (1580 - 1644) - starosta sanocki, lwowski, (1613), samborski, gliniański, poseł, żona (1602/1603): Zofia Mniszech ks. Hołowczyńska
- Stefan Jan Mniszech - starosta sanocki
- Franciszek Bernard Mniszech (1590 - 1661) - kasztelan sądecki, starosta sanocki i szczyrzycki, żona: Barbara Mniszech ze Stadnickich ze Żmigrodu
- Anna Mniszchówna; mąż: Piotr Szyszkowski - kasztelan